# Miss Charm 2024
Miss Charm 2024, la 2.ª edición del concurso Miss Charm, se llevó a cabo en el Nguyen Du Stadium de la ciudad de Ciudad Ho Chi Minh (Vietnam) el 21 de diciembre.
Representantes provenientes de treinta y seis países y territorios compitieron por el título en esta edición del concurso. Al final del evento, Miss Charm 2023, Luma Russo de Brasil, coronó como su sucesora a Rashmita Rasindran de Malasia.

## Resultados
| Posición                  | Candidata |
| ------------------------- | --- |
| Miss Charm 2024           | - Malasia – Rashmita Rasindran |
| Primera finalista         | - Australia – Alana Deutsher-Moore |
| Segunda finalista         | - Vietnam – Nguyễn Thị Quỳnh Nga § |
| Finalistas (Top 6)        | - Colombia – Vanessa Velásquez - Indonesia – Melati Tedja - México – Xiadani Saucedo |
| Semifinalistas (Top 10)   | - Alemania – Maria Ignat - Ecuador – Delary Stoffers - India – Shivangi Desai - Namibia – Georgia Garises - Nigeria – Hannah Onosetale |
| Cuartofinalistas (Top 20) | - El Salvador – Alejandra Guajardo - Estados Unidos – Angel Reyes - Filipinas – Kayla Carter - Nueva Zelanda – Georgia Waddington - Puerto Rico – Carolina Gómez - Rusia – Polina Ivanova - Sudáfrica – Silindokuhle Dlamini - Tailandia – Pornsirikul Puata - Venezuela – Fernanda Rojas |

- § Votada en el Top 6 a través de MissCharm Tap.

### Jurado
La competencia preliminar se transmitió en vivo en el canal oficial de YouTube de Miss Charm a las 8 p.m. UTC+7 el 18 de diciembre de 2024, y el panel de jueces estuvo compuesto por:
- Nguyen Thi Thuy Nga –  Presidenta de la organización Miss Charm
- Luma Russo – Miss Charm 2023
- Henri Hubert – Director creativo francés radicado en Vietnam
- Nie Pham – Empresaria, patrocinadora principal del evento
- Elisabeth Rolskov – Diseñadora de joyas danesa con sede en Vietnam

La noche de coronación se transmitió en vivo en el canal oficial de YouTube de Miss Charm a las 8 p.m. UTC+7 el 21 de diciembre de 2024, y el panel de jueces estuvo compuesto por:
- Anntonia Porsild – Miss Supranacional 2019 y primera finalista de Miss Universo 2023
- Luma Russo – Miss Charm 2023
- Nguyen Minh Tuan – Diseñadora de moda y fundadora de Minh Tuan Couture

## Premios especiales
| Título                  | Candidata                            |
| ----------------------- | ------------------------------------ |
| Mejor Cara              | - Nueva Zelanda – Georgia Waddington |
| Mejor Redes Sociales    | - Indonesia – Melati Tedja           |
| Mejor Traje Nacional    | - Vietnam – Nguyễn Thị Quỳnh Nga     |
| Mejor en Entrevista     | - Vietnam – Nguyễn Thị Quỳnh Nga     |
| Mejor en Traje de Baño  | - Colombia – Vanessa Velásquez       |
| Mejor en Traje de Noche | - India – Shivangi Desai             |
| Miss Belleza Amistosa   | - China – Zhu YueYue                 |
| Miss Voto Popular       | - Vietnam – Nguyễn Thị Quỳnh Nga     |

## Antecedentes
El 24 de junio de 2024, la organización Miss Charm anunció que el concurso tendría lugar en Los Ángeles, California, Estados Unidos entre el 12 y el 24 de agosto de 2024. Sin embargo, el 1 de agosto, el evento fue pospuesto y se esperaba para otro momento y lugar ya que muchas candidatas habían tenido dificultades para obtener el visado para Estados Unidos. Más tarde se supo que un total de 11 candidatas habían sido declaradas no aptas tras las entrevistas de solicitud de visado. Posteriormente, el 14 de octubre, la organización anunció que la competición de este año volvería oficialmente a Ciudad Ho Chi Minh, Vietnam entre el 9 y el 21 de diciembre de 2024. Tanto la competición preliminar como la final se celebraron en el Nguyen Du Stadium de Ciudad Ho Chi Minh, Vietnam, la primera el 18 de diciembre y la segunda el 21 de diciembre de 2024.

## Candidatas
36 candidatas compitieron por el título:
(En la tabla se utiliza su nombre completo, los sobrenombres van entrecomillados y los apellidos utilizados como nombre artístico, entre paréntesis; fuera de ella se utilizan sus nombres «artísticos» o simplificados).
| País/Territorio | Candidata                                        | Edad | Residencia              |
| --------------- | ------------------------------------------------ | ---- | ----------------------- |
| Albania         | Megi Shehaj                                      | 22   | Tirana                  |
| Alemania        | Maria Ignat                                      | 25   | Fráncfort del Meno      |
| Australia       | Alana Deutsher-Moore                             | 22   | Gold Coast              |
| Bielorrusia     | Vitaliya Svetasheva                              | 18   | Minsk                   |
| Bolivia         | Celia Fernanda Antelo Terrazas                   | 25   | Santa Cruz de la Sierra |
| Brasil          | Thaíz Cristina Jagelski                          | 26   | Pérola d'Oeste          |
| Canadá          | Melanie Renaud                                   | 26   | Windsor                 |
| China           | Zhu YueYue                                       | 24   | Shanghái                |
| Colombia        | Vanessa Velásquez Valencia                       | 25   | Cartago                 |
| Corea del Sur   | Kim Nari                                         | 20   | Seúl                    |
| Ecuador         | Delary Georgette Stoffers Villón                 | 24   | Guayaquil               |
| El Salvador     | Alejandra Guajardo Sada                          | 27   | Cabañas                 |
| Estados Unidos  | Angeliz «Angel» Reyes                            | 27   | Chicago                 |
| Filipinas       | Kayla Jean Carter                                | 27   | Talísay                 |
| Francia         | Alison Carrasco                                  | 28   | Toulouse                |
| India           | Shivangi Desai                                   | 22   | Bombay                  |
| Indonesia       | Melati Tedja                                     | 25   | Surabaya                |
| Inglaterra      | Francesca Ziérre                                 | 25   | Nottingham              |
| Japón           | Tomoyo Ikeda                                     | 27   | Naha                    |
| Malasia         | Rashmita Nalini Rasindran                        | 24   | Kuala Lumpur            |
| México          | Xiadani Saucedo Arrieta                          | 24   | Ciudad de México        |
| Mongolia        | Buyanjargal Bazarsad                             | 21   | Ulán Bator              |
| Montenegro      | Ana Dedvukaj                                     | 22   | Malësi e Madhe          |
| Namibia         | Georgia Garises                                  | 19   | Windhoek                |
| Nigeria         | Hannah Onosetale Iribhogbe «Montana Onose Felix» | 23   | Ekpoma                  |
| Nueva Zelanda   | Georgia Waddington                               | 22   | Christchurch            |
| Países Bajos    | Rosalie Esmee Hooft                              | 23   | Tiel                    |
| Polonia         | Adrianna Maria Kaperska                          | 21   | Poznan                  |
| Puerto Rico     | Carolina Mía Gómez Cumba                         | 27   | Salinas                 |
| Rumania         | Georgiana Loredana Murariu                       | 21   | Timișoara               |
| Rusia           | Polina Ivanova                                   | 19   | Engels                  |
| Sudáfrica       | Silindokuhle Mbali Dlamini                       | 27   | Durban                  |
| Tailandia       | Pornsirikul Puata                                | 27   | Prachuap Khiri Khan     |
| Venezuela       | Fernanda Isabel Rojas Ramírez                    | 21   | Mérida                  |
| Vietnam         | Nguyễn Thị Quỳnh Nga                             | 29   | Hanói                   |
| Zambia          | Sheila Singelengele                              | 24   | Lusaka                  |

### Candidatas retiradas
- Argentina - Alina Luz Akselrad Toraño
- Chile - Sofía Nieves Depassier Sepúlveda
- España - Andrea de las Heras
- Hungría - Nóra Kenéz
- Irán - Mahrou Ahmadi Kabir
- Italia - Sofia Ferraris
- Kazajistán - Diana Tashimbetova
- Kosovo - Engjellushe Zhuniqi
- Letonia - Jelizaveta Romanenko
- Myanmar - Mary Htoi Ra
- Pakistán - Sawera Saeed
- Paraguay - Lía Aymara «Leah» Duarte Ashmore
- Perú - Romina Lozano Saldaña
- Senegal - Amy Gueye
- Somalia - Hibaq Ahmed

### Candidatas reemplazadas
- Corea del Sur - Kim Do Rim fue reemplazada por Kim Nari.
- Ecuador - Tatiana Georgette Kalil Roha fue reemplazada por Delary Georgette Stoffers Villón.
- Filipinas - Krishnah Marie E. Gravidez fue reemplazada por Kayla Jean Carter.
- Indonesia - Lulu Zaharani Krisna Widodo fue reemplazada por Melati Tedja.
- Inglaterra - Chloe Mcewen fue reemplazada por Francesca Ziérre.
- México - Tania Estrada Quezada fue reemplazada por Xiadani Saucedo Arrieta.
- Países Bajos - Saartje Langstraat fue reemplazada por Rosalie Esmee Hooft.
- Rumania - Andreea Ioana «Kira» Stan fue reemplazada por Georgiana Loredana Murariu.
- Rusia - Anna Vladislavovna Linnikova fue reemplazada por Polina Ivanova.
- Tailandia - Arabella Sitanan Gregory fue reemplazada por Pornsirikul Puatha.
- Venezuela - Anna Patricia Blanco Flores fue reemplazada por Fernanda Isabel Rojas Ramírez.
- Zambia - Cecilia Kongwa fue reemplazada por Sheila Singelengele.

## Sobre los países en Miss Charm 2024

### Naciones debutantes
| - Albania - Australia - Bielorrusia - Canadá - Ecuador - El Salvador - Estados Unidos | - Francia - Montenegro - Namibia - Nigeria - Nueva Zelanda - Rumania |

### Naciones ausentes
| - Argentina - Bangladés - Camboya - Chile - Costa Rica - Eritrea - Gales - Myanmar | - Nicaragua - Pakistán - Portugal - República Dominicana - Singapur - Sudán del Sur - Ucrania |